# Гевін Шукер
Гевін Шукер (англ. Gavin Shuker; нар. 10 жовтня 1981, Лутон, Англія) — британський політик-лейборист, член Палати громад від округу Luton South з 2010 року.

## Життєпис
Він вивчав соціальні і політичні науки у Гіртон-коледжі Кембриджського університету. Він є членом християнської соціалістичного руху і був раніше лідером City Life Church у Лутоні. У 2006 році він сформував відгалуження City Life Church у Кембриджі.
У жовтні 2010 року він був призначений особистим парламентським секретарем тіньового Міністра юстиції Садіка Хана. У березні 2011 року він став держміністром у тіньовому Міністерстві навколишнього середовища, продовольства і сільських справ, а у жовтні 2013 — тіньовим держміністром з питань міжнародного розвитку.
Його політичні інтереси включають дитячу бідність, студентське фінансування, транспортну політику, міжнародний розвиток та скорочення заборгованості.
Він одружений з Люсі, з якою він познайомився в Кембриджському університеті. Вони мають доньку, яка народилася 16 червня 2013.